# IBook
iBook és una línia d'ordinadors portàtils dissenyats, fabricats i venuts per Apple Computer des del 1999 fins al 2006. La línia estava dirigida als mercats d'entrada, consum i educació, amb especificacions i preus més baixos que el PowerBook, la línia d'ordinadors portàtils de gamma alta d'Apple. Va ser el primer producte de consum massiu que oferia connectivitat de xarxa Wi-Fi, que aleshores Apple va batejar com a AirPort.
L'iBook va tenir tres dissenys diferents durant la seva vida. El primer, conegut com a "Clamshell", es va inspirar en el disseny de la popular línia iMac d'Apple de l'època. Va ser un canvi significatiu respecte als dissenys anteriors d'ordinadors portàtils a causa de la seva forma, colors brillants, incorporació d'una nansa a la carcassa, manca d'un pestell de tancament de la pantalla, manca d'una coberta amb frontisses sobre els ports externs i xarxa sense fil integrada. Dos anys més tard, la segona generació va abandonar el factor de forma original en favor d'un disseny rectangular més convencional. A l'octubre de 2003, es va introduir la tercera generació, afegint un xip PowerPC G4, USB 2.0 i una unitat de càrrega per ranura. Els iBooks van ser molt populars en l'educació, i les escoles públiques del comtat de Henrico van ser el primer de molts sistemes escolars dels Estats Units a distribuir-ne un a cada estudiant.
Apple va substituir la línia iBook pel MacBook el maig de 2006 durant la transició dels Mac als processadors Intel.

## iBook G3 ("Clamshell"; 1999-2000)
A finals de la dècada del 1990, Apple estava reduint la seva línia de productes del gran nombre de models Performa, Quadra, LC, Power Macintosh i PowerBook a una estratègia simplificada de "quatre unitats": ordinadors de sobretaula i portàtils, cadascun en models de consum i professionals. Ja hi havia tres unitats d'aquesta estratègia: el recentment introduït iMac era l'ordinador de sobretaula de consum, el Power Macintosh G3 omplia la unitat d'ordinador de sobretaula professional i la línia PowerBook G3 servia com a línia portàtil professional. Això només va deixar buit l'espai portàtil de consum, cosa que va donar lloc a molts rumors a Internet sobre possibles dissenys i característiques. Posant fi a aquesta especulació, el 21 de juliol de 1999, Steve Jobs va presentar l'iBook G3 durant la presentació principal de la Macworld Conference & Expo, a la ciutat de Nova York.
Igual que l'iMac, l'iBook G3 tenia una CPU PowerPC G3 i no tenia interfícies antigues d'Apple. Els ports USB, Ethernet, mòdem i una unitat òptica eren estàndard. Els ports es van deixar descoberts al costat esquerre, ja que es considerava que una coberta era fràgil i innecessària amb les noves interfícies de l'iBook, que no tenien els pins exposats dels connectors anteriors. Amb un disseny de petxina, quan la tapa estava tancada, la frontissa la mantenia fermament tancada, de manera que no calia un pestell a la pantalla. La frontissa incloïa una nansa de transport integrada. Connectors d'alimentació addicionals a la superfície inferior permetien carregar diversos iBook G3 en un rack fet a mida. L'iBook G3 va ser el primer Mac a utilitzar la nova "Arquitectura de placa lògica unificada" d'Apple, que condensava totes les funcions principals de la màquina en dos xips i afegia compatibilitat amb AGP i Ultra DMA.
L'iBook va ser el primer ordinador convencional dissenyat i venut amb xarxa sense fil integrada. En la presentació de l'iBook, Phil Schiller, vicepresident de màrqueting d'Apple, va sostenir un iBook mentre saltava d'una altura mentre les dades de l'ordinador es transferien a un altre per tal de demostrar la capacitat de xarxa sense fil. El bisell de la pantalla contenia l'antena sense fil, que es connectava a una targeta sense fil interna opcional. Lucent Technologies va ajudar a crear aquesta capacitat sense fil que va establir l'estàndard de la indústria. Apple va llançar l'estació base sense fil AirPort al mateix temps.
Hi va haver un debat acalorat sobre molts aspectes, com ara l'estètica, les característiques, el pes, el rendiment i el preu. Per proporcionar una protecció suficient contra impactes, l'iBook era més gran i pesat que el PowerBook de l'època, i tot i així tenia especificacions inferiors. No hi havia característiques estàndard com ara ranures per a targetes de PC, i tampoc s'especulava sobre característiques com ara pantalles tàctils i una bateria de llarga durada. L'iBook va rebre l'etiqueta de "seient de vàter de Barbie" a causa del seu disseny distintiu. No obstant això, aquest mateix disseny va fer que l'iBook G3 fos inconfusible a les pel·lícules i els programes de televisió.
L'iBook va ser un èxit comercial. La línia va rebre contínuament actualitzacions de processadors, memòria, disc dur i nous colors. Més tard s'hi van afegir FireWire i sortida de vídeo. El disseny es va deixar de fabricar el maig de 2001, a favor dels nous iBooks "Dual USB".

## iBook G3 amb doble USB ("Neu"; 2001-2003)
Apple va estrenar la nova generació de l'iBook G3 en una roda de premsa a Cupertino, Califòrnia, l'1 de maig de 2001. Es van abandonar els colors atrevits i el format voluminós anteriors, així com la nansa, el disseny sense tancament i els connectors d'alimentació addicionals a la superfície inferior.
L'iBook resultant només estava disponible en blanc, d'aquí el nom "Snow", i incorporava policarbonat transparent a la carcassa. Era un 30% més lleuger i ocupava menys de la meitat del volum del model que va substituir, sent més petit en les tres dimensions. Malgrat això, va afegir un port USB addicional i una pantalla de major resolució. Apple va afirmar que el disseny compacte no sacrificava la durabilitat, dient que era "el doble de resistent" que el model anterior. Aquest és el model que es va veure al primer anunci de l'iPod.
Amb aquesta revisió, Apple va començar a fer la transició a carcasses de policarbonat translúcid i blanc a la majoria de la seva línia de consumidors, com ara l'iMac i l'eMac. En canvi, la majoria dels seus productes professionals utilitzaven un acabat d'alumini anoditzat. Cap al final de la seva producció, la carcassa Snow de l'iBook G3 va esdevenir opaca i blanca en lloc de blanca translúcida i magnesi.

## iBook G4 (2003-2006)
Apple va afegir un xip PowerPC G4 al disseny de l'iBook Snow el 22 d'octubre de 2003, cosa que va acabar finalment amb l'ús del xip PowerPC G3 per part d'Apple. És l'únic model de Mac PowerPC G4 que no pot arrencar Mac OS 9 de forma nativa. Una unitat òptica de càrrega per ranura va substituir la safata de disc. El portàtil iBook G4 també presenta una carcassa i un teclat amb acabat blanc opac i una frontissa de pantalla de plàstic. Aquest també és l'últim portàtil iBook llançat abans que els MacBooks substituïssin la línia iBook el 2006.